# نيكول أنيومي
إيتونام نيكول أنومي (من مواليد 10 فبراير 2000) وهي لاعبة كرة قدم ألمانية تلعب كمهاجم لصالح "SGS Essen" والمنتخب الألماني للسيدات.